# Sara de Sancto Aegidio
Sara de Sancto Aegidio (también conocida como Sara de St. Gilles, o Sara de Saint Gilles) es una médica del siglo XIV.
Sara de Sancto Aegidio vivió en Marsella, Francia. Era la hija de Davin y la viuda de un médico llamado Avraham. Su práctica y saber médico se conoce por un contrato con su estudiante, Salvetus de Burgonoro de Salon de Provencia, que data del 28 de agosto de 1326.  El contrato afirma que Sara de Sancto Aegidio iba a instruirlo en medicina durante siete meses, y también le proporcionaría alojamiento y vestido. A su vez, el alumno de Sara de Sancto Aegidio le daría los ingresos que pudiera recibir durante su aprendizaje. Este documento es el ejemplo más antiguo y mejor conocido de este tipo de contratos maestro-estudiante.